# Rhipha albiplaga
Rhipha albiplaga là một loài bướm đêm thuộc phân họ Arctiinae, họ Erebidae.